# Essoyes
Essoyes é uma comuna francesa na região administrativa de Grande Leste, no departamento de Aube. Estende-se por uma área de 35,57 km². Em 2010 a comuna tinha 727 habitantes (densidade: 20,4 hab./km²).